# Цитоархитектоническое поле Бродмана 11
Поле Бродмана 11 является одним из определённых Корбинианом Бродманом цитологически определённых полей коры головного мозга. Поле участвует в принятии решений, функционировании системы вознаграждений, планировании, в переносе новой информации в долговременную память.

## Поле Бродмана 11 в мозге человека
Поле Бродмана 11, или BA11, является частью лобной коры в мозге человека, орбитофронтальной коры, которая покрывает медиальную часть вентральной поверхности лобной доли.
Префронтальное Поле Бродмана 11-1909 является структурным подразделением лобной доли человека, что определено на основе цитоархитектоники.
Поле 11 представляет большинство орбитальных извилин, прямую извилину и наиболее ростральную часть верхней лобной извилины. Она граничит медиально с нижней ростральной бороздой и латерально с фронтомаргинальной бороздой. Цитоархитектонично граничит рострально и латерально с полем 10, полем 47, и полем 45; на медиальной поверхности граничит дорсально с полем 12 и каудально с полем 25. Известно, что префронтальное поле 11 образца 1909 года было больше; оно включало нынешнюю часть поля 12.

## Поле 11 у человекообразных обезьян
Поле Бродмана 11 находится в лобной доле обезьяны и определено на основе цитоархитектоники (Бродман-1905). Отличительные особенности: в поле 11 у обезьян отсутствует внутренний зернистый слой (IV), более крупные пирамидальные клетки подслоя 3Б внешнего пирамидального слоя (III) сливаются с более плотными самодостаточными клетками во внутреннем пирамидальном слое (V); подобно поля Бродмана 10 с-1909 имеет мультиформный слой (VI) с цепочками клеток, ориентированными параллельно поверхности коры, разделённых бесклеточными волокнами; толстым молекулярным слоем (И); относительно малой толщиной кортикального слоя; и постепенным переходом от мультиформного слоя (VI) в подкорку белое вещество.

## Изображения

Анимация.
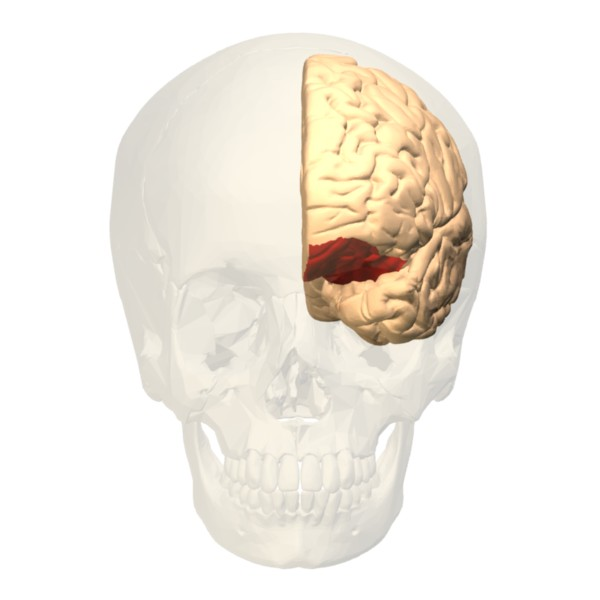
вид спереди.
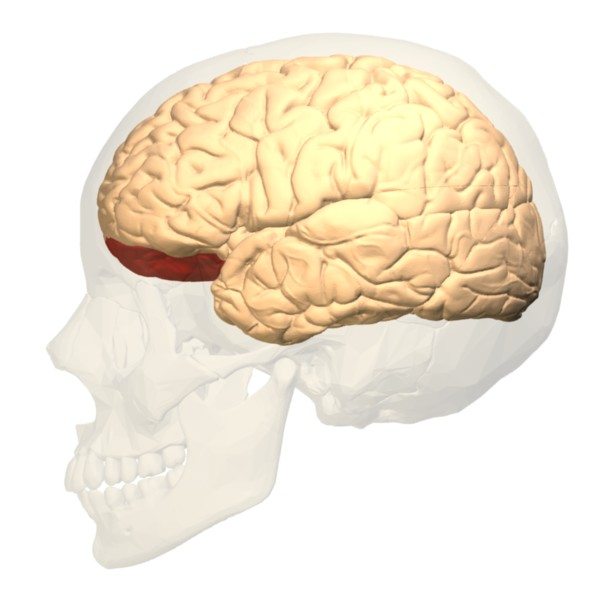
Боковой вид.

## Ссылка
1. ↑  Rogers, R. D. Choosing between small, likely rewards and large, unlikely rewards activates inferior and orbital prefrontal cortex. The Journal of neuroscience : the official journal of the Society for Neuroscience. pp. 9029–9038. Архивировано 22 апреля 2009. Дата обращения: 7 марта 2017.
2. ↑  Kringelbach, M. (Апрель 2004). The functional neuroanatomy of the human orbitofrontal cortex: evidence from neuroimaging and neuropsychology. Progress in Neurobiology. pp. 341–372.
3. ↑  Frey, S. Orbitofrontal cortex: A key prefrontal region for encoding information. Proceedings of the National Academy of Sciences. pp. 8723–8727.
4. ↑  http://braininfo.rprc.washington.edu/centraldirectory.aspx? Дата обращения: 7 марта 2017. Архивировано 10 декабря 2013 года.